# Sparami stupido!
Sparami stupido! (in inglese Friends & Family) è un film comico a tema gay del 2001 diretto da Kristen Coury e interpretato da Greg Lauren, Christopher Gartin e Tovah Feldshuh.
In Italia il film è stato distribuito il 28 dicembre 2006.

## Trama
Stephen Torcelli vive con il suo partner Danny Russo a New York City. Quando i genitori di Stephen chiamano per annunciare una visita a sorpresa per il compleanno di suo padre, Stephen e Danny si affrettano a nascondere le loro doppie vite. I Torcelli sanno già che Stephen e Danny sono gay; non sanno che sono esecutori della famiglia criminale di Patrizzi. Il padre di Stephen è un agente dell'FBI sotto copertura e se venisse a sapere della loro affiliazione criminale sarebbe obbligato ad arrestarli. Stephen e Danny hanno detto loro che gestiscono una società di catering, anche se nessuno dei due sa cucinare.
Nel frattempo, la figlia di Don Patrizzi, Jenny, ha annunciato il suo fidanzamento. Anche se il suo fidanzato non è siciliano, Don Patrizzi decide di darle una ricca festa di fidanzamento che si unisce alla festa di compleanno per il signor Torcelli. La signora Torcelli suggerisce che i ragazzi realizzino la festa, mandandoli nel panico. Fortunatamente uno dei figli di Don Patrizzi è un eccellente chef - e l'altro è un maestro decoratore - così i ragazzi Patrizzi si prendono cura del cibo e dell'arredamento. Come regalo speciale per Jenny, Don Patrizzi "invita" con la forza un senatore degli Stati Uniti alla festa.
È questo l'ospite che risulta di maggiore interesse per i Jennings, i genitori del fidanzato di Jenny. Gestiscono un gruppo di miliziani che ha dichiarato guerra al governo degli Stati Uniti e vogliono cogliere l'occasione per tenere in ostaggio il senatore in quanto rappresentante di governo. Ignari di questa minaccia, i soldati di Don Patrizzi sono stati arruolati per servire come camerieri alla festa. Ragionando sul fatto che una società di catering di proprietà di una coppia gay avrebbe dipendenti gay, reclutano un fiammeggiante amico di Danny e Stephen per dare loro un corso accelerato sui gay (incluse informazioni vitali come l'ordine corretto dei mariti di Elizabeth Taylor e l'uso corretto dell'espressione "puh-lease!").
Alla festa tutto andrà bene fino a quando i Jennings e i loro miliziani non appariranno in scena, prendendo in ostaggio gli ospiti e costringono il senatore a registrare un messaggio per i media. Stephen e Danny, timorosi del fatto che la registrazione porterà a un'azione di polizia e a una probabile sparatoria mortale, neutralizzeranno la milizia con l'aiuto dei soldati di Patrizzi e alcune regine di drag queen che sono state portate alla festa per uno scopo vagamente definito. Stephen e Danny dicono a Mr Torcelli che sono pronti a consegnarsi alla giustizia. Tuttavia, il compleanno di Mr Torcelli che ha appena festeggiato è il suo sessantesimo, il che significa che è stato mandato in pensione e non lavora più con l'FBI. Infine il fidanzato di Jenny risulta essere adottato e, in fin dei conti, in realtà siciliano.

## Accoglienza

### Critica
Il film ha una media positiva del 44% sull'aggregatore di recensione Rotten Tomatos e un punteggio medio di 36/100 su Metacritic basato su 7 critici.